# Нью-Маркет (Пенсільванія)
Нью-Маркет (англ. New Market) — переписна місцевість (CDP) в США, в окрузі Йорк штату Пенсільванія. Населення — 705 осіб (2020).

## Географія
Нью-Маркет розташований за координатами 40°13′23″ пн. ш. 76°51′23″ зх. д. / 40.22306° пн. ш. 76.85639° зх. д. (40.223055, -76.856280).  За даними Бюро перепису населення США в 2010 році переписна місцевість мала площу 0,48 км², уся площа — суходіл.

## Демографія
Згідно з переписом 2010 року, у переписній місцевості мешкало 816 осіб у 417 домогосподарствах у складі 175 родин. Густота населення становила 1711 осіб/км².  Було 453 помешкання (950/км²).
Расовий склад населення:
| - 84,9 % — білих - 5,9 % — чорних або афроамериканців - 2,1 % — азіатів - 0,4 % — корінних американців - 3,2 % — осіб інших рас |

До двох чи більше рас належало 3,6 %. Частка іспаномовних становила 11,5 % від усіх жителів.
За віковим діапазоном населення розподілялося таким чином: 20,2 % — особи молодші 18 років, 66,1 % — особи у віці 18—64 років, 13,7 % — особи у віці 65 років та старші. Медіана віку мешканця становила 38,8 року. На 100 осіб жіночої статі у переписній місцевості припадало 84,2 чоловіків;  на 100 жінок у віці від 18 років та старших — 83,9 чоловіків також старших 18 років.
Середній дохід на одне домашнє господарство  становив 74 922 долари США (медіана — 43 477), а середній дохід на одну сім'ю — 102 364 долари (медіана — 43 724). За межею бідності перебувало 4,2 % осіб, у тому числі 0,0 % дітей у віці до 18 років та 15,4 % осіб у віці 65 років та старших.
Цивільне працевлаштоване населення становило 314 осіб. Основні галузі зайнятості: освіта, охорона здоров'я та соціальна допомога — 21,7 %, публічна адміністрація — 15,9 %, науковці, спеціалісти, менеджери — 15,0 %.